# Maxime Cornu
Maxime Cornu, född 16 juli 1843, död 3 april 1901, var en fransk botaniker. Han var bror till Alfred Cornu.
Cornu blev 1884 professor vid naturhistoriska museet i Sorbonne och föreståndare för botaniska trädgården i Paris. Cornu studerade främst rost- och brandsvamparnas byggnad och utveckling och försöksodlade olika kulturväxter i och för massodling i kolonierna. Dessutom utgav han 1878 en undersökning över vinlusen.